# Imazato (métro d'Osaka)
Imazato (今里駅, Imazato-eki) est une station du métro d'Osaka sur les lignes Sennichimae et Imazatosuji dans l'arrondissement de Higashinari à Osaka.

## Situation sur le réseau
La station Imazato est située au point kilométrique (PK) 9,2 de la ligne Sennichimae, entre les stations Tsuruhashi et Shin-Fukae. Elle marque la fin de la ligne Imazatosuji.

## Histoire
La station a été inaugurée le 25 juillet 1969 sur la ligne Sennichimae. La ligne Imazatosuji y arrive le 24 décembre 2008.

## Services aux voyageurs

### Accès et accueil
La station est ouverte tous les jours.

### Desserte
- Ligne Sennichimae :
  - voie 1 : direction Minami-Tatsumi
  - voie 2 : direction Nodahanshin
- Ligne Imazatosuji :
  - voies 1 et 2 : direction Itakano

Installations et desserte
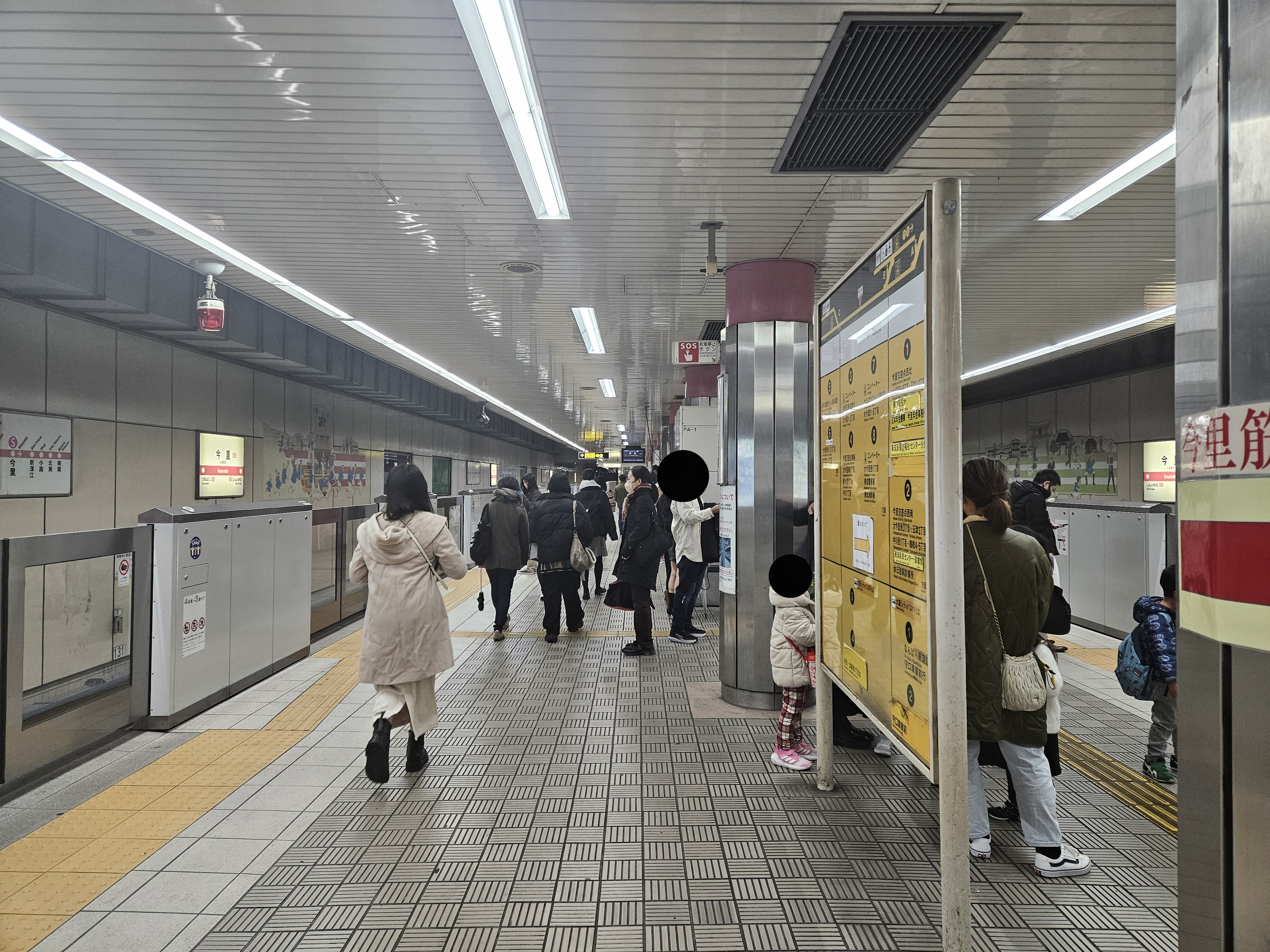
Vue du quai de la ligne Sennichimae
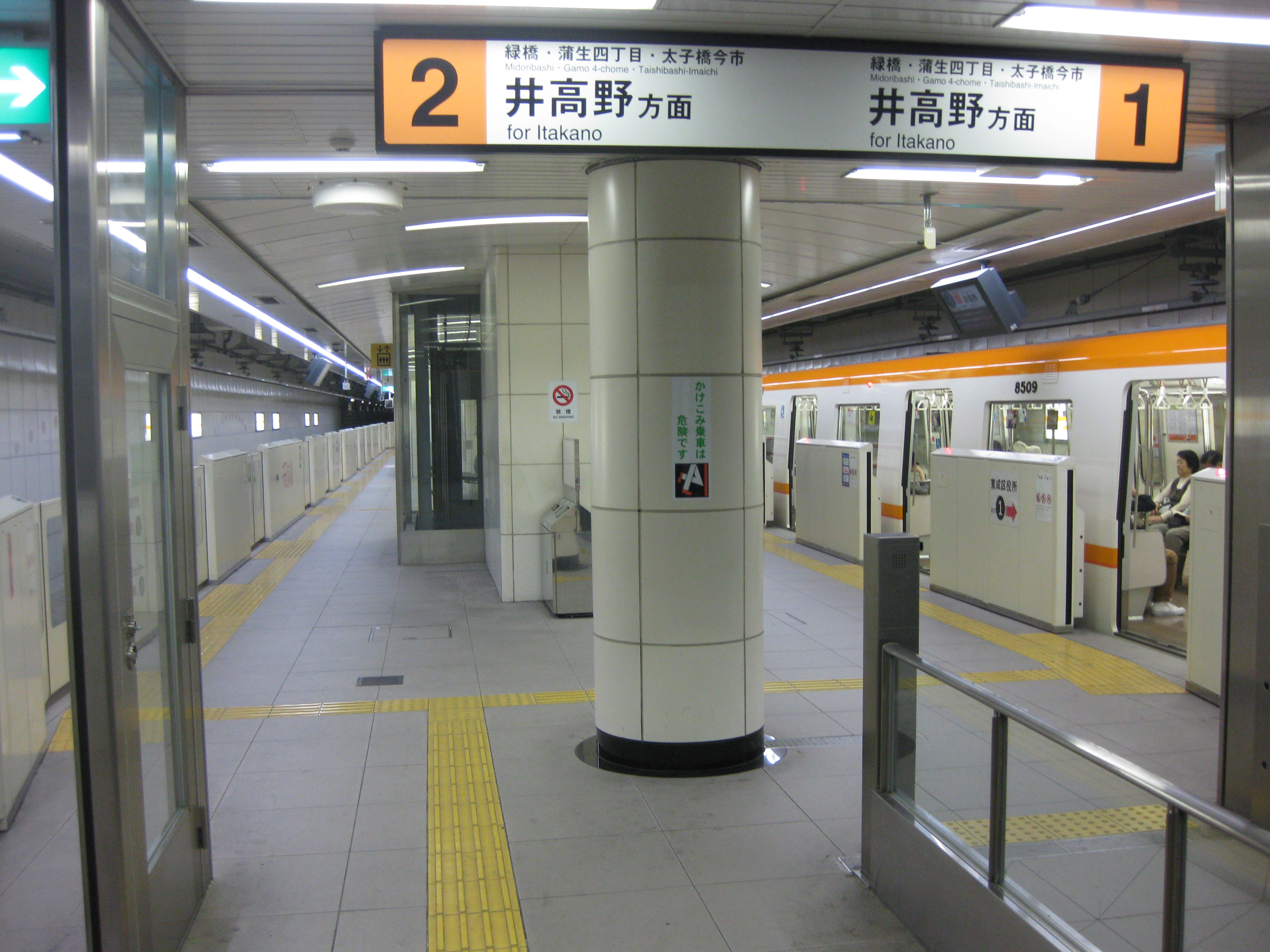
Vue du quai de la ligne Imazatosuji